# باي (عملة)

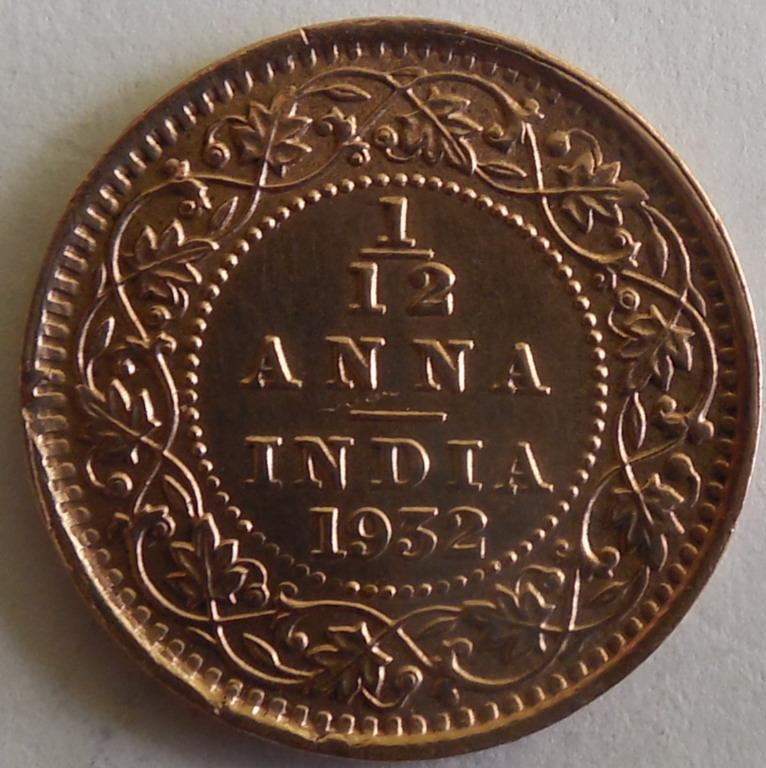
عملة 1/12 آنة أو 1 باي

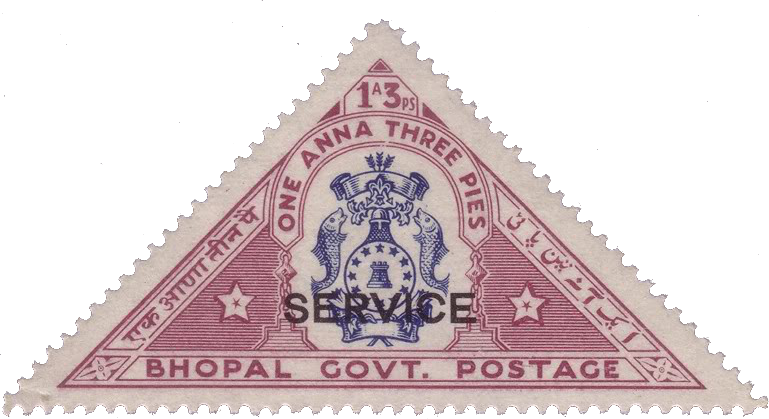
طابع بريدي صادر عن دولة بوبال بقيمة آنة واحدة وثلاثة بايات.

باي هي عملة قديمة كانت مستعملة في الهند وبورما وباكستان حتى عام 1947.
كانت أصغر وحدة عملة مستعملة، حيث كانت تساوي 1⁄3 من البيسة وتساوي 1⁄12 من الآنة وتساوي 1⁄192 من الروبية. خلال أواسط القرن التاسع عشر، كان الباي الواحد يعادل 12 كوري.
أوقف سك عملات الباي سنة 1942، لكنها بقيت مستعملة لمدة خمس سنوات أخرى حتى فقدت قيمتها سنة 1947 بسبب التضخم.